# Minuit, place Pigalle (film, 1928)
Pour les articles homonymes, voir Minuit, place Pigalle.
Pour plus de détails, voir Fiche technique et Distribution.
Minuit, place Pigalle est un film français réalisé par René Hervil et sorti en 1928.

## Fiche technique
- Titre : Minuit, place Pigalle
- Réalisation : René Hervil
- Scénario : Jacques de Baroncelli, d'après le roman de Maurice Dekobra
- Photographie : Jacques Montéran et Georges Lucas
- Décors : Lucien Jaquelux
- Production : International Standard Film
- Pays de production :  France
- Format : Noir et blanc — 35 mm — 1,33:1 — Muet
- Genre : Film dramatique
- Durée : 90 minutes (1 h 30)
- Date de sortie : 
  - France : 30 novembre 1928

## Distribution
- Nicolas Rimsky : Prosper
- Renée Héribel : Lily Suzy
- André Nicolle : Monsieur Wulfing
- François Rozet : le comte Serge de Varitza
- Fernand Fabre : le maître d'hôtel
- Jean Gérard
- Suzy Pierson
- Mona Lys
- Léon Larive
- Alexandre Mihalesco
- Andrée Vernon
- Diana Kotchaki